# 政府建筑群

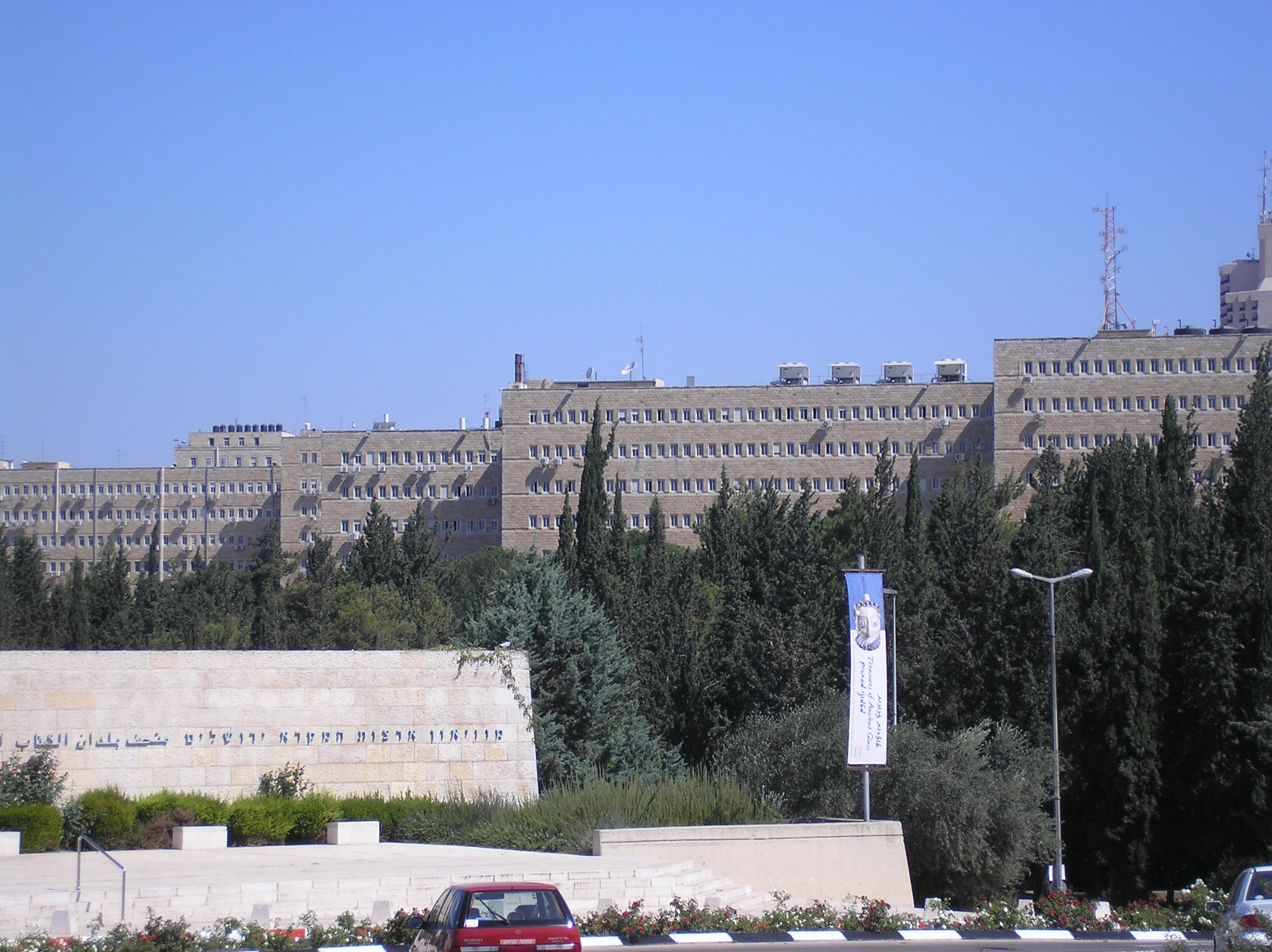
政府建筑群

政府建筑群（希伯來語：‎，Kiryat HaMemshala）又称本-古里安建筑群（Kiryat Ben-Gurion），是以色列国的政府建筑群，位于耶路撒冷的吉瓦特拉姆社区。

## 历史

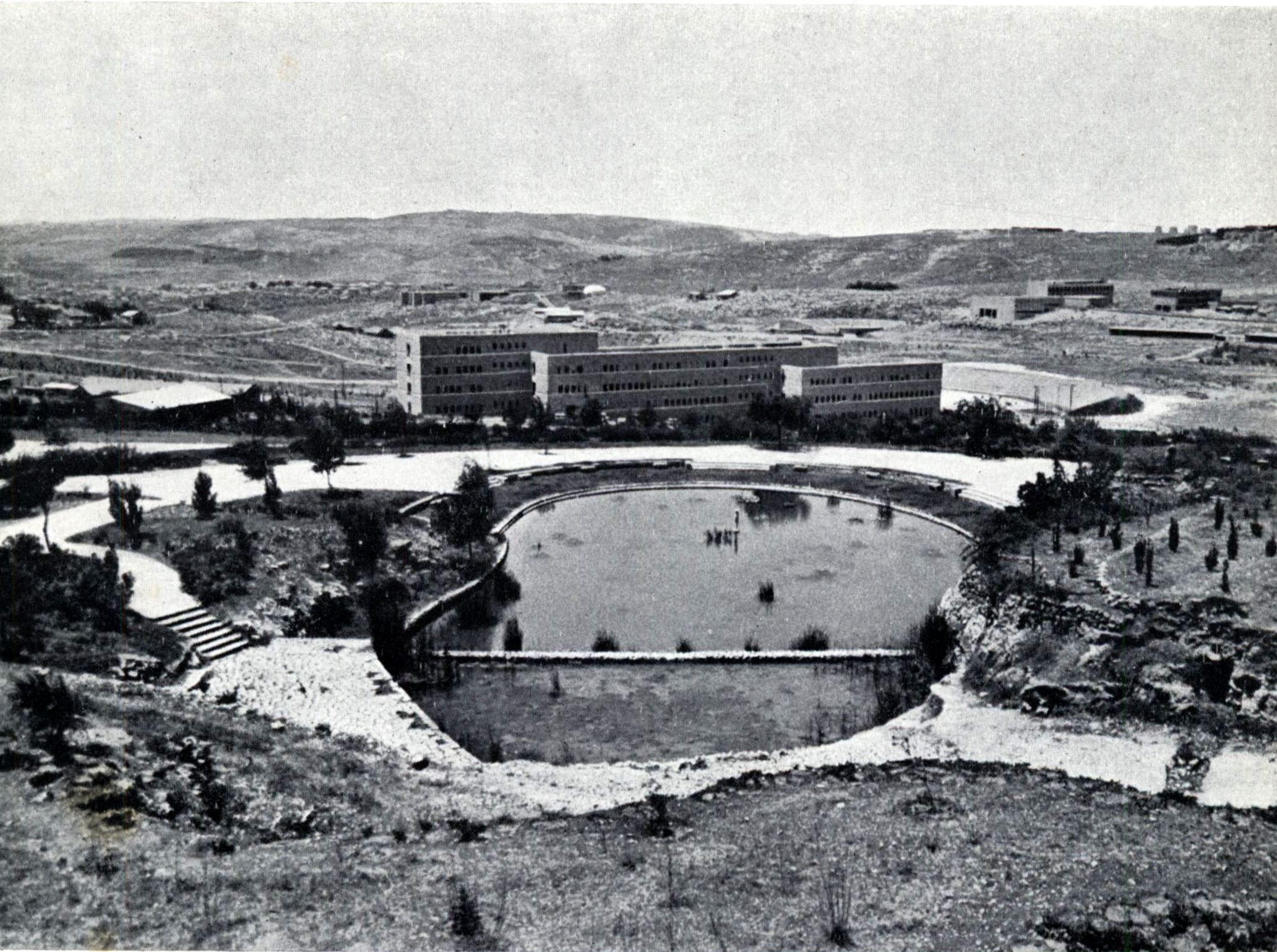
在建的以色列政府各部和花园，二十世纪五十年代

1948年以前，巴勒斯坦调查队绘制的地区地图把它标记为卡拉姆萨拉，这个名字表明，这是属于萨拉家族的葡萄田，或石矿场附近的葡萄田。

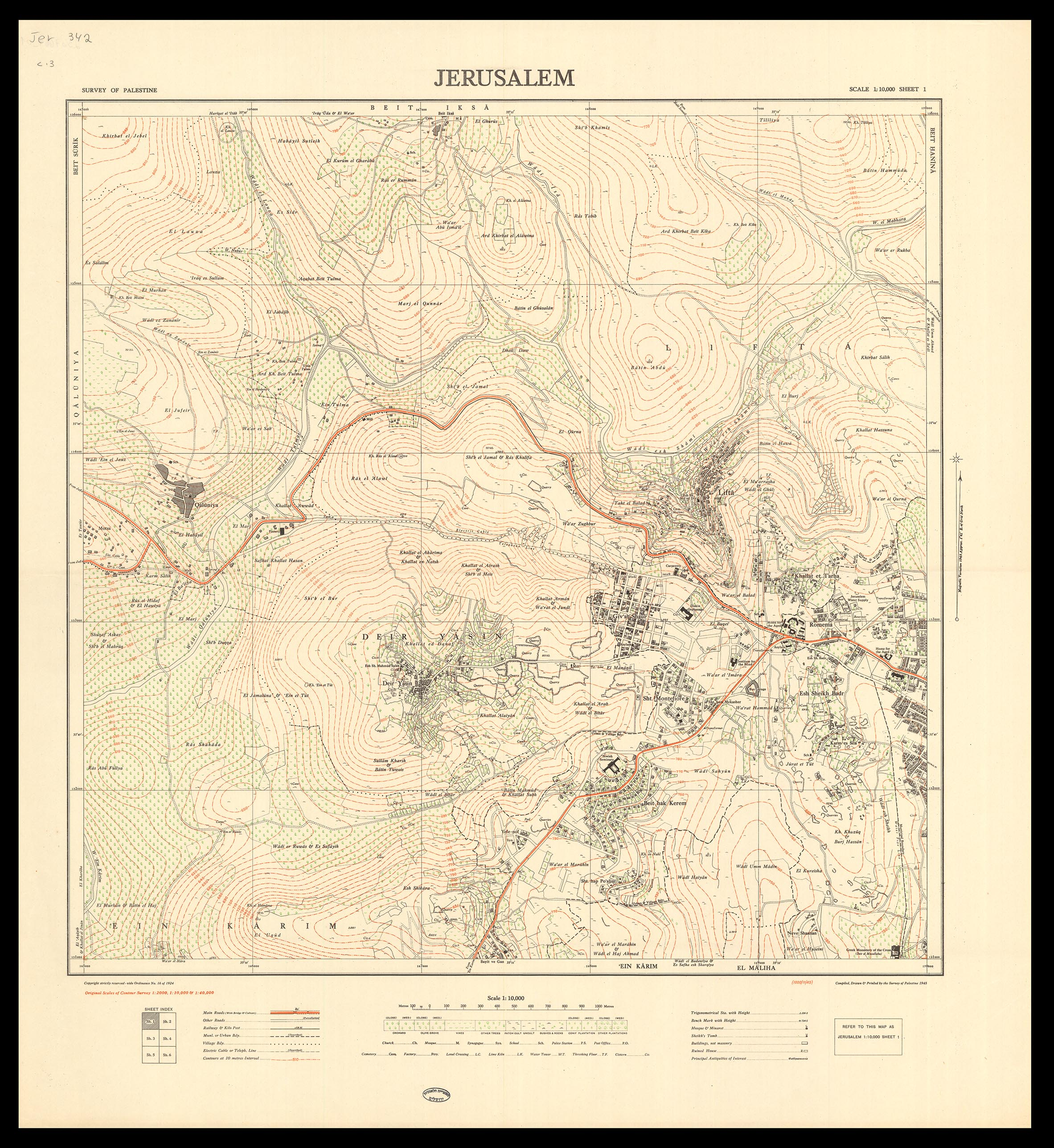
耶路撒冷，由巴勒斯坦调查局绘制，1945–1946

1949年12月, 在建国后不久, 以戴维·本-古里安为首的以色列内阁投票决定,将该国的大部分官方政府机构从特拉维夫迁往耶路撒冷。以色列议会、以色列最高法院、以色列总理办公室、以色列外交部、以色列财政部以及以色列内政部都设于此处。以色列银行也位于此处。
建筑工程始于1950年。最初的计划是由Monio Gitay-Weinrauw 和Al Mansfeld建筑公司制定的，但没有得到实施。